# Фрай-Бентос
Фрай-Бентос (исп. Fray Bentos) — город в республике Уругвай, административный центр департамента Рио-Негро.

## География
Расположен на западе страны, вблизи границы с Аргентиной, примерно в 160 км к северу от Буэнос-Айреса и в 309 км к северо-западу от Монтевидео. Абсолютная высота — 15 метров над уровнем моря.

## История
Фрай-Бентос был основан 16 апреля 1859 года с названием «Вилья-Индепенденсия». 7 июля 1860 года стал административным центром департамента Рио-Негро. 16 июля 1900 года получил статус города (Ciudad).

## Экономика
Порт на реке Уругвай (доступен для морских судов), железнодорожный узел, исторически являлся важным центром переработки мяса, до того как компания Liebig Extract of Meat Company закрылась в 1979 году спустя 117 лет деятельности. В 2005 году открылся местный исторический музей. В 2007 году Botnia S.A. — дочерняя компания финской корпорации Metsä-Botnia построила в городе крупный целлюлозный комбинат.

## Население
Население по данным на 2011 год составляет 24 406 человек.
| Год  | Население |
| ---- | --------- |
| 1908 | 7359      |
| 1963 | 17 094    |
| 1975 | 19 407    |
| 1985 | 19 862    |
| 1996 | 21 959    |
| 2004 | 23 122    |
| 2011 | 24 406    |

Источник: Instituto Nacional de Estadística de Uruguay